# Paolo Negro
Paolo Negro (ur. 16 kwietnia 1972 w Arzignano) – włoski piłkarz, obrońca włoskiej reprezentacji w piłce nożnej. W 2007 roku zakończył piłkarską karierę.
Negro jest wychowankiem Brescii Calcio, w której występował w drużynie juniorów. W 1990 roku podjął treningi w FC Bologna i 28 października zadebiutował w Serie A w spotkaniu z Genoa 1893. W Bolonii spędził 2 lata i wtedy powrócił do Brescii, a w 1993 roku zasilił szeregi S.S. Lazio, z którym osiągał największe sukcesy w karierze: mistrzostwo Włoch w 2000 roku, Puchar Włoch w latach 1998, 2000, 2004, Puchar Zdobywców Pucharów w 1999 roku, Superpuchar Europy w tym samym roku oraz Superpuchar Włoch w latach 1998 i 2000. W Lazio grał do 2005 roku i przez ten okres rozegrał 264 mecze i zdobył 19 goli. 17 grudnia 2000 zasłynął strzeleniem dwóch samobójczych goli w meczu z AS Roma. W 2005 roku przeszedł do AC Siena i jego gol w ostatniej kolejce z Lazio dał utrzymanie w lidze.
W reprezentacji Włoch Negro zadebiutował 16 listopada 1994 roku w przegranym 1:2 meczu z Chorwacją. W 2000 roku został powołany do kadry na Euro 2000 i z imprezy tej przywiózł srebrny medal za wicemistrzostwo Europy. W „Squadra Azzurra” wystąpił 8 razy.